# Lijst van zoogdieren met Nederlandse namen - I
Dit is een lijst van zoogdieren met Nederlandse namen met als beginletter van hun wetenschappelijke naam een I.
| Wetenschappelijke naam   | Eerste keuze                   | Overige Nederlandse namen | Commentaar |
| ------------------------ | ------------------------------ | ------------------------- | ---------- |
| Ichneumia albicauda      | Witstaartmangoeste             |                           |            |
| Ictonyx libyca           | Gestreepte wezel               | Libische zorilla          |            |
| Ictonyx striatus         | Zorilla                        | Gestreepte bunzing        |            |
| Idiurus macrotis         | Grootorige vliegende slaapmuis |                           |            |
| Idiurus zenkeri          | Zenkers vliegende slaapmuis    |                           |            |
| Indopacetus pacificus    | Longmanspitssnuitdolfijn       |                           |            |
| Indri indri              | Indri                          | babakoto                  |            |
| Inia geoffrensis         | Orinocodolfijn                 | Inia                      |            |
| Irenomys tarsalis        | Chileense rat                  |                           |            |
| Isolobodon portoricensis | Portoricaanse hutia            |                           |            |
| Isoodon auratus          | Gouden kortneusbuideldas       |                           |            |
| Isoodon macrourus        | Grote kortneusbuideldas        |                           |            |
| Isoodon obesulus         | Gewone kortneusbuideldas       |                           |            |
| Isothrix bistriata       | Toro                           |                           |            |

A · 
B ·
C ·
D ·
E ·
F ·
G ·
H ·
I ·
J ·
K ·
L ·
M ·
N ·
O ·
P ·
R ·
S ·
T ·
U ·
V ·
W ·
X ·
Z